# پایگاه هوایی اسمیرنیخ
پایگاه هوایی اسمیرنیخ  (به انگلیسی: Smirnykh air base)) یک فرودگاه نظامی است که یک باند فرود بتن دارد و طول باند آن ۲۵۰۰ متر است. این فرودگاه در کشور روسیه قرار دارد و در ارتفاع ۴۳ متری از سطح دریا واقع شده است.